# -ismus
Původem řecká přípona -ismus se běžně vyskytuje na konci slov odkazujících na filozofický směr, náboženství, politickou ideologii, historické období, umělecký sloh nebo tělesné či duševní postižení. K označení člověka, jenž daný soubor myšlenek zastává, pak většinou stačí tuto příponu nahradit příponou -ista / -istka či ji pouze odstranit.

## Etymologie a lingvistika
Česká přípona -ismus (v některých případech lze i -izmus) pochází ze starořeckého -ισμός (-ismós) a do češtiny se dostala přes latinu (-ismus). Níže jsou uvedeny její podoby v dalších jazycích:
- angličtina, švédština, norština: -ism
- francouzština, nizozemština, dánština: -isme
- němčina: -ismus
- španělština, portugalština, italština: -ismo
- slovenština: -izmus
- polština, turečtina: -izm

## Příklady
Níže jsou uvedeny základní pojmy s příponou -ismus.

### Filozofie
- absurdismus
- aktualismus
- egoismus
- humanismus
- machiavelismus

### Náboženství
- agnosticismus
- ateismus
- buddhismus
- hinduismus
- konfucianismus
- šamanismus
- taoismus
- zoroastrismus

### Politologie
- anarchismus
- autoritatismus
- komunitarismus
- komunismus
- konzervatismus
- korporatismus
- environmentalismus
- fašismus
- liberalismus
- libertarianismus
- nacionalismus
- populismus
- progresivismus
- socialismus
- syndikalismus

### Historie a umění
- feudalismus
- klasicismus
- romantismus
- historismus
- realismus
- surrealismus
- impresionismus
- expresionismus
- naturalismus
- symbolismus
- kubismus
- rondokubismus

### Tělesné a duševní poruchy
- gigantismus
- nanismus
- sadismus
- masochismus